# Галилео (космический аппарат)
«Галилео» (англ. Galileo) — автоматический космический аппарат (АМС) НАСА, созданный для исследования Юпитера и его спутников. Назван в честь Галилео Галилея, открывшего четыре крупнейших спутника Юпитера в 1610 году.
Аппарат был запущен в 1989 году, в 1995 году вышел на орбиту Юпитера, проработав там до 2003 года. Это был первый аппарат, вышедший на орбиту Юпитера, изучавший планету длительное время, а также сбросивший в её атмосферу спускаемый зонд. 
Станция передала свыше 30 гигабайт информации, включая 14 тысяч изображений планеты и спутников, а также уникальную информацию об атмосфере Юпитера. 

## История
- «Галилео» на стадии тестирования
- «Галилео» с разгонным блоком IUS в грузовом отсеке «Атлантиса»

Проектирование аппарата началось ещё в 1977 году, когда было принято решение об изучении атмосферы Юпитера с помощью спускаемого аппарата. Целью миссии было изучение атмосферы Юпитера, спутников и их строения, магнитосферы, передача изображений планеты и её спутников и пр.
Предполагалось, что «Галилео» будет выведен на земную орбиту с помощью «Спейс шаттла», а затем разогнан с помощью ускорителя (разгонного блока) «Центавр» в сторону Юпитера. Однако после взрыва шаттла «Челленджер» (1986), доставка разгонного блока «Центавр» на орбиту с помощью «Спейс шаттла» была запрещена. Тем не менее, позже «Галилео» был выведен с помощью шаттла «Атлантис» и разгонного блока IUS.
После длительного анализа была найдена траектория полёта, значительно экономившая топливо и позволявшая обойтись без разгонного блока «Центавр», но значительно увеличивавшая время полёта. Эта траектория, которую назвали VEEGA (Venus-Earth-Earth Gravity Assist), использовала ряд гравитационных манёвров в гравиполях Венеры и Земли.
В результате, аппарат полетел сначала к Венере и два раза прошёл мимо Земли, прежде чем выйти на траекторию к Юпитеру, а длительность полёта до планеты составила почти 6 лет. В результате «Галилео» провёл исследования Венеры и двух астероидов. Из-за изменения первоначальной траектории аппарату потребовалась дополнительная солнцезащита. Кроме того, поскольку вблизи Солнца аппарат должен был быть повёрнут определённым образом, чтобы находиться в тени солнцезащиты, то использование основной антенны было невозможно. Поэтому решено было не раскрывать её, пока аппарат не отойдёт от Солнца на безопасное расстояние, а для поддержания связи была установлена дополнительная антенна (маломощная). Но основная антенна впоследствии так и не раскрылась.
Расходы на основную миссию составили 1,35 млрд долларов, в том числе 892 млн на разработку самого космического аппарата. 
Суммарные расходы на миссию «Галилео» составили 1,5 млрд долл.
Основные события:
- Аппарат был запущен 18 октября 1989 года с борта космического корабля «Спейс шаттл» «Атлантис» (миссия STS-34). Старт не раз откладывался из-за катастрофы «Челленджера».
- В 1990 году пролетел мимо Венеры, проведя ряд исследований этой планеты.
- В 1991 году вошёл в кольцо астероидов, располагающегося между орбитами Марса и Юпитера[4].
- В июле 1994 года сфотографировал, как комета Шумейкеров — Леви 9 врезается в Юпитер[4][6][7].
- 12 июля 1995 года в 11:07 PM PDT произведено отделение спускаемого зонда от основного космического аппарата[6].
- 7 декабря 1995 года спускаемый зонд вошёл в атмосферу Юпитера.
- 8 декабря 1995 года «Галилео» вышел на орбиту Юпитера[6].

Предполагалось, что после прибытия к Юпитеру «Галилео» проработает два года, переходя с одной орбиты на другую с целью сближения с каждым из крупных спутников. Всего было разработано 11 орбит. В действительности «Галилео» «освоил» гораздо большее число орбит, сделав 35 витков вокруг Юпитера в течение 8 лет.
Основная миссия завершилась 14 декабря 1997 года, 
за ней последовали расширенные миссии 
Europa Mission (2 года, 8 орбит, с облетами Каллисто и Ио) и 
Millennium Mission (1 год, облёты 4 спутников планеты).
- 21 сентября 2003 года, после 14 лет полёта и 8 лет исследований системы Юпитера, миссия «Галилео» была завершена[3][4]. Аппарат был послан в атмосферу Юпитера со скоростью около 50 км/с с целью избежать возможности занесения микроорганизмов с Земли на спутники Юпитера; он расплавился в верхних слоях атмосферы.

## Конструкция
Аппарат высотой 5 метров весил 2223 кг, в том числе 
118 кг научного оборудования, 
339 кг — спускаемый аппарат, 
925 кг топлива.
Электроэнергетическая установка состояла из двух радиоизотопных элементов начальной мощностью около 570 Вт (490 ватт при прибытии к Юпитеру) (солнечные батареи не применялись ввиду большого расстояния от Солнца).
На аппарате было установлено 4 антенны — основная, маломощная (низкочастотная), приёмная для связи со спускаемым аппаратом и плазменно-волновая (в качестве научного инструмента). Основная антенна не раскрылась, и связь с Землёй осуществлялась с помощью маломощной антенны. Скорость связи составила 160 бит/с вместо 134 Кбит/с. 
Были разработаны методы сжатия информации (включая обрезание тёмного космического фона снимков), однако качество некоторых снимков пришлось уменьшить. Нагрузка на основной компьютер резко возросла, и частично алгоритмы сжатия выполнялись на компьютере, ответственном за систему ориентации «Галилео». Ленточное устройство хранения информации имело ёмкость 900 мегабит, однако с ним также возникли проблемы.
Аппарат был оснащён ракетным двигателем тягой в 400 ньютонов (сделанным в ФРГ) и 12 малыми двигателями ориентации по 10 Н. 
Торможение при заходе на юпитерианскую орбиту осуществлялось с помощью основного двигателя, а переходы с одной орбиты на другую, как правило, с помощью двигателей ориентации, хотя в двух переходах использовался и основной двигатель.

### Научные приборы
«Галилео» нёс 11 научных приборов, и ещё семь находились на спускаемом зонде.
Аппарат был оборудован фотокамерой, дающей изображения 800х800 пикселей. Камера сделана по принципу телескопа-рефлектора, работала с помощью кремниевых сенсоров и была оборудована различными фильтрами для съёмки в том или ином диапазоне. Спектральный диапазон камеры составлял от 400 до 1100 нанометров (видимый диапазон 400—700 нм). Радиационную защиту камеры выполняло 1-сантиметровое танталовое покрытие. Разрешение камеры, установленной на «Галилео», в 20 раз превышало показатель камер «Вояджеров»[уточнить], для некоторых снимков — до 1000 раз.
Спектрометр для картирования в ближней инфракрасной области (NIMS - Near-Infrared Mapping Spectrometer) позволял получать картинку высокого разрешения в инфракрасном диапазоне. С его помощью можно было составлять «температурные карты», делать выводы о химическом составе поверхности спутников Юпитера, а также определять тепловые и химические характеристики атмосферы планеты, включая внутренние слои. Диапазон волн, регистрируемых NIMS, составлял от 700 до 5 200 нм.
Фотополяриметр был призван измерять интенсивность и поляризацию света, отражённого/рассеянного от Юпитера и поверхности его спутников. Прибор одновременно выполнял функции поляриметра, фотометра и радиометра. С помощью фотополяриметра делались оценки, касающиеся как состава и структуры атмосферы, так и потоков теплового и отражённого излучения. Поляриметр регистрировал электромагнитные волны длиной до 110 нм.
Ультрафиолетовый спектрометр работал в диапазоне волн от 54 до 128 нанометров, а дополнительный ультрафиолетовый спектрометр — от 113 до 438 нанометров. С помощью этих приборов определялись характеристики атмосферных газов, полярных сияний, атмосферных свечений и ионизированной плазмы вокруг Юпитера и Ио. Кроме того, ультрафиолетовые спектрометры позволяли определять физическое состояние веществ на поверхности спутников: иней, лёд, пескообразная субстанция и т. п.
Ряд приборов (детектор частиц высоких энергий и др.) использовался, главным образом, для изучения плазмы, входящей в магнитосферу Юпитера. Детектор пылевых частиц регистрировал частицы массой от 10−7 до 10−16 грамма в космическом пространстве и на орбите Юпитера. 
Проводились также небесномеханические и радиоэксперименты (по прохождению радиосигнала через ионосферу и атмосферу).

### Спускаемый аппарат
Спускаемый аппарат массой 339 кг и размером около метра был оборудован парашютной системой, радиопередатчиком для связи с «Галилео» и семью научными приборами. На нём не было приёмной антенны и собственных двигателей. 
Литий-серная батарея обеспечивала до 730 Вт·ч энергии. 
В комплект научных приборов общей массой 30 кг входили:
- прибор для определения структуры атмосферы (измерение температуры, давления и плотности в течение спуска);
- масс-спектрометр (определение химического состава атмосферы);
- нефелометр (изучение структуры облаков и характера составляющих их частиц);
- прибор для регистрации молний, измерения радиоэмиссий и регистрации заряженных частиц;
- прибор для точного измерения доли гелия в атмосфере;
- прибор для регистрации потоков излучения и энергии в атмосфере;
- использование радиопередатчика для измерения скорости ветра по доплеровскому эффекту.

## Научные исследования
Находясь в поясе астероидов, «Галилео» сблизился с астероидом Гаспра и послал на Землю первые снимки, сделанные с близкого расстояния. Около года спустя «Галилео» прошёл мимо астероида Ида и обнаружил у него спутник, названный Дактилем.
В июле 1994 года на поверхность Юпитера упала комета Шумейкеров — Леви 9. Точки падения фрагментов находились в южном полушарии Юпитера, на противоположном по отношению к Земле полушарии, поэтому сами моменты падения визуально наблюдались только аппаратом «Галилео», находившимся на расстоянии 1,6 а. е. от Юпитера.
В декабре 1995 года спускаемый аппарат вошёл в атмосферу Юпитера. Зонд проработал в атмосфере примерно в течение часа, опустившись на глубину 130 км. Согласно измерениям, внешний уровень облаков характеризовался давлением в 1,6 атмосферы и температурой −80° С; на глубине 130 км — 24 атмосферы, +150 °C. Плотность облаков оказалась ниже ожидавшейся, предполагаемый слой облаков из водяного пара отсутствовал.
«Галилео» подробно исследовал динамику атмосферы Юпитера и другие параметры планеты. В частности, он обнаружил, что атмосфера Юпитера имеет «мокрые» и «сухие» области. В некоторых «сухих пятнах» содержание водяного пара было в 100 раз меньше, чем в атмосфере в целом. Эти «сухие пятна» могли увеличиваться и уменьшаться, однако они постоянно оказывались на одних и тех же местах, что говорит о системности циркуляции атмосферы Юпитера. 
«Галилео» зарегистрировал многочисленные грозы с молниями в 1000 раз мощнее земных. 
Передал множество снимков Большого Красного Пятна — гигантского шторма (размером превышающего диаметр Земли), который наблюдают уже более 300 лет. «Галилео» также обнаружил «горячие пятна» вдоль экватора. По-видимому, в этих местах слой внешних облаков тонок, и можно видеть более горячие внутренние области.
Благодаря данным «Галилео» были построены более точные модели процессов, происходящих в атмосфере Юпитера.
Большое значение имели исследования спутников Юпитера. За время своего пребывания на орбите Юпитера «Галилео» проходил рекордно близко к спутникам Юпитера: Европа — 201 км (16 декабря 1997), Каллисто — 138 км (25 мая 2001), Ио — 102 км (17 января 2002), Амальтея 160 км (5 ноября 2002).
Было получено множество новых данных и подробные снимки поверхности спутников. Было установлено, что Ио обладает собственным магнитным полем, подтверждена теория о наличии океана жидкой воды под поверхностью Европы, высказаны гипотезы о наличии жидкой воды в недрах Ганимеда и Каллисто. Также были определены необычные характеристики Амальтеи.
| Снимки спутников Юпитера, сделанные «Галилео» | Снимки спутников Юпитера, сделанные «Галилео» | Снимки спутников Юпитера, сделанные «Галилео» | Снимки спутников Юпитера, сделанные «Галилео» |
| --------------------------------------------- | --------------------------------------------- | --------------------------------------------- | --------------------------------------------- |
|                                               |                                               |                                               |                                               |

## В массовой культуре
Аппарату была посвящена песня Пола Мадзолини «Tears for Galileo», 
а также группы NaviBand – Галилео (Два человека).